# Enamorar-se
Enamorar-se (títol original en anglès, At Middleton) és una pel·lícula de comèdia romàntica estatunidenca del 2013 dirigida per Adam Rodgers i protagonitzada per Andy García, Vera Farmiga, Taissa Farmiga i Spencer Lofranco. Escrita per Glenn German i Adam Rodgers, la pel·lícula segueix un home i una dona mentre es coneixen, s'enamoren i porten els seus fills a una gira universitària. La pel·lícula es va projectar per primer cop al Festival Internacional de Cinema de Seattle el 17 de maig de 2013. Es va estrenar en una selecció de cinemes i a la carta el 31 de gener de 2014 a càrrec d'Anchor Bay Films. S'ha doblat i subtitulat al català.